# Pływanie na Letnich Igrzyskach Olimpijskich 1904 – 880 jardów stylem dowolnym mężczyzn
Konkurencja pływacka 880 jardów stylem dowolnym na Letnich Igrzyskach Olimpijskich 1904 w Saint Louis odbyła się 7 września 1904 r. Uczestniczyło w niej 6 pływaków z 5 państw.

## Wyniki
| Poz. | Zawodnik            | Wynik   |
| ---- | ------------------- | ------- |
| 1.   | Emil Rausch         | 13:11,4 |
| 2.   | Francis Gailey      | 13:23,4 |
| 3.   | Géza Kiss           | b.d.    |
| 4.   | Edgar Adams         | b.d.    |
| 5.   | Otto Wahle          | b.d.    |
| 6.   | Henry Jamison Handy | b.d.    |

Według niektórych źródeł Otto Wahle nie ukończył wyścigu.